# Tritophia ochracea
Tritophia ochracea är en fjärilsart som beskrevs av Vorbrodt 1917. Tritophia ochracea ingår i släktet Tritophia och familjen tandspinnare. Inga underarter finns listade i Catalogue of Life.